# Luspa
Luspa (ook wel Luspavaara) is een gehucht binnen de Finse gemeente Enontekiö. Het dorpje ligt als een aantal zijstraten van de Europese weg 8 langs die weg. Het gehucht is nauwelijks herkenbaar vanaf de weg; de huizen en straten liggen over meer dan een kilometer verspreid. Het dorp zal minder dan 10 inwoners hebben. Het ligt aan de voet van de Luspaberg (Luspavaara).